# Чемпионат Европы по трековому велоспорту 2018
9-й  Чемпионат Европы по трековому велоспорту проходил со 2 по 7 августа 2018 года на Велодроме имени сэра Криса Хоя в британском городе Глазго под эгидой UEC.

## Общая информация
Этот чемпионат Европы по трековым велогонкам стал частью первого в истории объединённого чемпионата Европы по летним видам спорта, который включал в себя соревнования по семи видам спорта. Соответственно, в отличие от континентальных первенств, проводившихся ранее, в этом году соревнования лучших гонщиков Европы прошли не осенью, а летом.

## Программа соревнований
| Дата                   | Финалы (мужчины)                                        | Финалы (женщины)                                        |
| ---------------------- | ------------------------------------------------------- | ------------------------------------------------------- |
| 2 Августа, четверг     | Командная гонка преследования (квалификация)            | Командная гонка преследования (квалификация)            |
| 3 Августа, пятница     | Командная гонка преследования, Командный спринт, Скрэтч | Командная гонка преследования, Командный спринт, Скрэтч |
| 4 Августа, суббота     | Гит на 1 км, Омниум                                     | Индивидуальная гонка преследования, Гонка по очкам      |
| 5 Августа, воскресенье | Индивидуальная гонка преследования, Гонка по очкам      | Гонка на выбывание, Спринт                              |
| 6 Августа, понедельник | Спринт, Мэдисон                                         | Омниум, Гит на 500 м                                    |
| 7 Августа, вторник     | Кейрин, Гонка на выбывание                              | Кейрин, Мэдисон                                         |

## Призёры
Курсивом выделены участники предварительных этапов.

### Мужчины
| Дисциплина                         | Золото                                                                                       | Золото                      | Серебро                                                                           | Серебро                  | Бронза                                                                               | Бронза                     |
| ---------------------------------- | -------------------------------------------------------------------------------------------- | --------------------------- | --------------------------------------------------------------------------------- | ------------------------ | ------------------------------------------------------------------------------------ | -------------------------- |
| Спринт                             | Джеффри Хогланд Нидерланды                                                                   | Джеффри Хогланд Нидерланды  | Штефан Бёттихер Германия                                                          | Штефан Бёттихер Германия | Харри Лаврейсен Нидерланды                                                           | Харри Лаврейсен Нидерланды |
| Командный спринт                   | Нидерланды · Джеффри Хогланд · Харри Лаврейсен · Рой ван ден Берг · Нильс ван ’т Хундердал   | 42,888                      | Франция · Себастьен Вижье · Франсуа Первис · Кентен Лафарг · Микаэль Д'Алмейда    | 43,693                   | Германия · Штефан Бёттихер · Тимо Бихлер · Йоахим Айлерс                             | 43,805                     |
| Гит на 1 км                        | Маттейс Бюхли Нидерланды                                                                     | 1:00,134                    | Йоахим Айлерс Германия                                                            | 1:00,361                 | Сэм Лигтле Нидерланды                                                                | 1:00,905                   |
| Индивидуальная гонка преследования | Доменик Вайнштайн Германия                                                                   | 4:13,363                    | Иво Оливейра Португалия                                                           | 4:15,304                 | Клаудио Имхоф Швейцария                                                              | 4:16,654                   |
| Командная гонка преследования      | Италия · Филиппо Ганна · Франческо Ламон · Элиа Вивиани · Микеле Скартеццини · Лиам Бертаццо | 3:55,401                    | Швейцария · Сирил Тьери · Штефан Биссегер · Франк Паше · Тери Шир · Клаудио Имхоф | 3:59,705                 | Великобритания · Итан Хейтер · Стивен Бёрк · Киан Эмади · Чарли Танфилд · Оливер Вуд | 3:57,463                   |
| Кейрин                             | Штефан Бёттихер Германия                                                                     | Штефан Бёттихер Германия    | Себастьян Вижье Франция                                                           | Себастьян Вижье Франция  | Джек Карлин Великобритания                                                           | Джек Карлин Великобритания |
| Скрэтч                             | Роман Гладыш Украина                                                                         | Роман Гладыш Украина        | Адриен Гарель Франция                                                             | Адриен Гарель Франция    | Тристан Марже Швейцария                                                              | Тристан Марже Швейцария    |
| Гонка по очкам                     | Войцех Пщоларский Польша                                                                     | 102 очка                    | Кенни Де Кетеле Бельгия                                                           | 83 очка                  | Штефан Матцнер Австрия                                                               | 71 балл                    |
| Мэдисон                            | Бельгия · Роббе Гис · Кенни Де Кетеле                                                        | 60 очков                    | Германия · Роджер Клюге · Тео Рейнхардт                                           | 49 очков                 | Великобритания · Итан Хейтер · Оливер Вуд                                            | 38 очков                   |
| Омниум                             | Итан Хейтер Великобритания                                                                   | 133 очка                    | Элиа Вивиани Италия                                                               | 113 очков                | Каспер фон Фольсах Дания                                                             | 113 очков                  |
| Гонка на выбывание                 | Мэттью Уоллс Великобритания                                                                  | Мэттью Уоллс Великобритания | Руи Оливейра Португалия                                                           | Руи Оливейра Португалия  | Шимон Кравчик Польша                                                                 | Шимон Кравчик Польша       |

### Женщины
| Дисциплина                         | Золото                                                                                     | Золото                    | Серебро                                                                           | Серебро                  | Бронза                                                                  | Бронза                    |
| ---------------------------------- | ------------------------------------------------------------------------------------------ | ------------------------- | --------------------------------------------------------------------------------- | ------------------------ | ----------------------------------------------------------------------- | ------------------------- |
| Спринт                             | Дарья Шмелёва Россия                                                                       | Дарья Шмелёва Россия      | Анастасия Войнова Россия                                                          | Анастасия Войнова Россия | Матильда Грос Франция                                                   | Матильда Грос Франция     |
| Командный спринт                   | Россия · Анастасия Войнова · Дарья Шмелёва                                                 | 32,452                    | Украина · Любовь Басова · Елена Старикова                                         | 33,108                   | Германия · Мириам Вельте · Эмма Хинце                                   | 32,981                    |
| Гит на 500 м                       | Дарья Шмелёва Россия                                                                       | 33,285                    | Елена Старикова Украина                                                           | 33,593                   | Мириам Вельте Германия                                                  | 33,600                    |
| Индивидуальная гонка преследования | Лиза Бреннауэр Германия                                                                    | 3:26,879                  | Кэти Арчибальд Великобритания                                                     | 3:29,577                 | Юстина Качковская Польша                                                | 3:34,750                  |
| Командная гонка преследования      | Великобритания · Элинор Баркер · Лора Кенни · Кэти Арчибальд · Ни Эванс · Элеанор Дикинсон | 4:16,896                  | Италия · Летиция Патерностер · Марта Кавалли · Элиза Бальсамо · Сильвия Вальсекки | 4:25,384                 | Германия · Шарлотта Беккер · Гудрун Шток · Мике Крёгер · Лиза Бреннауэр | 4:23,105                  |
| Кейрин                             | Матильда Грос Франция                                                                      | Матильда Грос Франция     | Ники Дегренделе Бельгия                                                           | Ники Дегренделе Бельгия  | Дарья Шмелёва Россия                                                    | Дарья Шмелёва Россия      |
| Скрэтч                             | Кирстен Вилд Нидерланды                                                                    | Кирстен Вилд Нидерланды   | Эмили Кей Великобритания                                                          | Эмили Кей Великобритания | Жольен Д'Ор Бельгия                                                     | Жольен Д'Ор Бельгия       |
| Гонка по очкам                     | Мария Конфалоньери Италия                                                                  | 33 очка                   | Инна Савенко Белоруссия                                                           | 32 очка                  | Гульназ Бадыкова Россия                                                 | 30 очков                  |
| Мэдисон                            | Дания · Амалия Дидериксен · Юле Лет                                                        | 42 балла                  | Россия · Гульназ Бадыкова · Диана Климова                                         | 38 баллов                | Нидерланды · Кирстен Вилд · Ами Питерс                                  | 34 балла                  |
| Омниум                             | Кирстен Вилд Нидерланды                                                                    | 156 очков                 | Кэти Арчибальд Великобритания                                                     | 144 очка                 | Летиция Патерностер Италия                                              | 111 очков                 |
| Гонка на выбывание                 | Лора Кенни Великобритания                                                                  | Лора Кенни Великобритания | Анна Кнауэр Германия                                                              | Анна Кнауэр Германия     | Евгения Аугустинас Россия                                               | Евгения Аугустинас Россия |

## Медальный зачёт
(Жирным выделено самое большое количество медалей в своей категории; принимающая страна также выделена)
| Место | Страна         | Золото | Серебро | Бронза | Всего |
| ----- | -------------- | ------ | ------- | ------ | ----- |
| 1     | Нидерланды     | 5      | 0       | 3      | 8     |
| 2     | Великобритания | 4      | 3       | 3      | 10    |
| 3     | Германия       | 3      | 4       | 4      | 11    |
| 4     | Россия         | 3      | 2       | 3      | 8     |
| 5     | Италия         | 2      | 2       | 1      | 5     |
| 6     | Франция        | 1      | 3       | 1      | 5     |
| 7     | Бельгия        | 1      | 2       | 1      | 4     |
| 8     | Украина        | 1      | 2       | 0      | 3     |
| 9     | Польша         | 1      | 0       | 2      | 3     |
| 10    | Дания          | 1      | 0       | 1      | 2     |
| 11    | Португалия     | 0      | 2       | 0      | 2     |
| 12    | Швейцария      | 0      | 1       | 2      | 3     |
| 13    | Беларусь       | 0      | 1       | 0      | 1     |
| 14    | Австрия        | 0      | 0       | 1      | 1     |
| Всего | Всего          | 22     | 22      | 22     | 66    |